# Туризм в Рязанской области
В туризм в Рязанской области вносит вклад природный ландшафт, богатое историко-культурное наследие, сравнительно благоприятная экологическая среда и климат.
В области насчитывается более 100 тыс. особо охраняемых природных территорий: Окский государственный биосферный заповедник, Национальный природный парк «Мещёрский», 47 заказников, 57 памятников природы, одно водно-болотное угодье международного значения. Одним из наиболее динамично развивающихся туристских центров является Шацкий район, через который в древности проходила засечная черта.
Восемь населенных пунктов занесены в 2002 году в список исторических населенных мест России: Рязань, Касимов, Михайлов, Ряжск, Скопин, Спас-Клепики, Спасск-Рязанский, Шацк.
На территории области находятся 848 объектов культурного наследия, из них 189 — федеральных, 324 — региональных, 15 — муниципальных, 320 — выявленных объектов культурного наследия, 255 памятников истории и культуры расположены на территории города Рязани. Археологическое наследие составляют 2335 памятника.

## Направления
Основными направлениями туризма являются отдых на природе, культурно-познавательный туризм, санаторно-курортное лечение, активный и экологический туризм, паломничество.

## Основные достопримечательности

#### Заповедники
- Рязанский государственный историко-архитектурный музей-заповедник
- Государственный литературно-мемориальный музей-заповедник С. А. Есенина
- Государственный мемориальный музей-усадьба И. П. Павлова
- Государственный историко-ландшафтный заповедник «Старая Рязань»
- Государственный историко-ландшафтный заповедник «Глебово-Городище»
- Государственный историко-культурный природно-ландшафтный заповедник «Усадьба С. Н. Худекова»
- Окский государственный биосферный заповедник с музеем Природы и зоопарком
- Касимовский историко-культурный музей-заповедник

#### Музеи
- Рязанский государственный областной художественный музей имени И. П. Пожалостина
- Дом-музей И. П. Пожалостина
- Государственный музей истории космонавтики и мемориальный дом-музей К. Э. Циолковского в Ижевском
- Музей истории молодёжного движения
- Музей путешественников
- Музей истории леденца

и многие другие

#### Монастыри
- Свято-Иоанно-Богословский монастырь
- Троицкий монастырь

### Народные художественные промыслы
- Кадомский вениз
- Касимовская роспись
- Вырковская игрушка
- Михайловское кружево
- Рязанские узоры
- Скопинская керамика
- Клепиковское плотничество
- Шиловское лозоплетение

## Активный туризм
На базах отдыха осуществляются конные прогулки, велосипедные прогулки, пешие прогулки, охота, рыбалка, дайвинг, фридайвинг. Пользуется популярностью водный туризм, особенно развитый на реке Пра, соединяющей цепь озёр Мещёрской низменности с Окой. Также привлекательны для сплавов реки Мокша, Цна, Гусь, Выша. Популярны речные круизы по Оке, Константиново, «Рязань и Касимов — стоянки популярного речного маршрута Московская кругосветка». По Мещёре проходит пешеходный маршрут «По тропе Паустовского».

## Событийный туризм
В области проходят международный фестиваль кукольных театров «Рязанские смотрины», международный фестиваль гончаров, всероссийский праздник есенинской поэзии, фестиваль национальной книги «Читающий мир», театрализованный праздник «Битва на Воже», всероссийский фестиваль народного творчества имени А. П. Аверкина, международный фестиваль воздухоплавания «Небо России», фестиваль современного танца «Черный кот», всероссийский конкурс юных вокалистов «Солнечный зайчик», фестиваль «Лето. Джаз. Фонтан», национальный фестиваль-конкурс традиционного народного творчества молодёжи «Есенинская Русь»,  праздник малины и другие.

## Санатории
- «Приока» (Касимовский район)
- «Сосновый Бор», «Старица», «Солотча» (Солотча)
- «Колос» (Болошнево)
- Санаторий при Сапожковской ЦРБ (Сапожок)

## Статистика
По данным социологических исследований, ежегодное число посетителей составляет порядка миллиона человек, в числе которых превалируют экскурсанты (220 тыс. туристов). Насчитывается 121 средство размещения общей вместимостью 7070 мест.